# Зимовий чемпіонат СРСР зі спортивної ходьби 1984

## Медалісти

### Чоловіки
| Дисципліна                            | Золото                                 | Золото  | Срібло                           | Срібло  | Бронза                           | Бронза  |
| ------------------------------------- | -------------------------------------- | ------- | -------------------------------- | ------- | -------------------------------- | ------- |
| Спортивна ходьба 10 кілометрів (шосе) | Микола Вінниченко УРСР Харківська обл. | 39.36,0 | Вальдас Казлаускас Литовська РСР | 39.42,0 | Олександр Поташев Білоруська РСР | 39.45,8 |

### Жінки
| Дисципліна                           | Золото                                | Золото  | Срібло              | Срібло  | Бронза              | Бронза  |
| ------------------------------------ | ------------------------------------- | ------- | ------------------- | ------- | ------------------- | ------- |
| Спортивна ходьба 5 кілометрів (шосе) | Наталія Сербіненко УРСР Донецька обл. | 22.13,8 | Ольга Криштоп РРФСР | 22.16,4 | Віра Осипова РРФРСР | 22.21,0 |

## Медальний залік
| Команда        |   |   |   | Загалом |
| -------------- | - | - | - | ------- |
| УРСР           | 2 | 0 | 0 | 2       |
| РРФСР          | 0 | 1 | 1 | 2       |
| Литовська РСР  | 0 | 1 | 0 | 1       |
| Білоруська РСР | 0 | 0 | 1 | 1       |

## Командний залік
Командний залік офіційно визначався серед спортивних товариств та відомств.
1. "Динамо" – 96 очок.
2. "Буревісник" – 77.
3. "Спартак" – 66.
4. Збройні Сили – 47.
5. "Локомотив" – 27.
6. "Труд" – 21.